# Perukauz
Der Perukauz (Xenoglaux loweryi) auch Peruanerkauz, Peru-Pinselkauz, Weißbrauenkauz, Lowery-Zwergkauz oder auch Lowery-Zwergohreule genannt, bildet innerhalb der Familie der Eigentlichen Eulen die monotypische Gattung Xenoglaux. Er ist eine der weltweit kleinsten Eulen und zählt auch zu deren seltensten Vertretern.

## Aussehen
Der großköpfig wirkende Perukauz ist mit maximal 14 Zentimetern Länge eine sehr kleine Eule, deutlich kleiner als der Sperlingskauz (Glaucidium passerinum) und nur unwesentlich größer als der als kleinste Eule geltende Elfenkauz (Micrathene whitneyi). In das relativ einheitlich graubraun gefärbte Gefieder sind deutliche helle Flecken eingestreut, die sich unregelmäßig über den gesamten Körper verteilen. Neben den großen rötlichbraunen Augen sind die büschelig den Kopfseiten entspringenden Gesichtsfedern sehr auffällig, die für den englischen Namen Long-whiskered Owlet bestimmend waren. Seitlich des dunkelgrauen Schnabels entspringen relativ lange, schwarze Borsten, von denen einige in einer dunkelgelben Spitze enden. Ihnen kommt wahrscheinlich eine Funktion beim nächtlichen Nahrungserwerb zu. Cremefarbene recht steile Augenbrauen verleihen der Eule einen etwas grimmigen Gesichtsausdruck. Die Beine sind unbefiedert und die Augen leuchtend rot. Über Geschlechtsdimorphismus und das Aussehen der Jugendgefieder ist nichts bekannt.

## Lebensraum

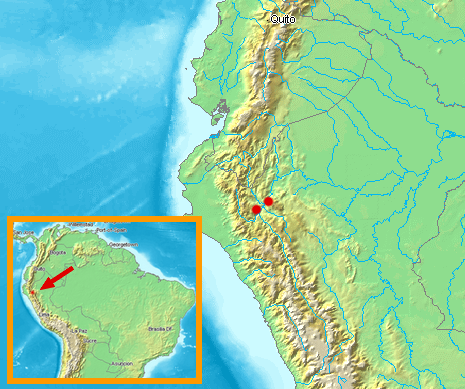
Bisher bekannte Vorkommen der Art im Nordwesten Perus

Bisher wurde die Eule nur in einem relativ kleinen, sehr unwegsamen Bergregenwald im Nordwesten Perus, am Ostabhang der Anden in Höhen zwischen 1900 und 2200 Metern über NN festgestellt. Das Gebiet liegt in der Nähe des Abra-Patricia-Passes, nach dem auch ein Programm zum Schutz dieses Kauzes und weiterer stark gefährdeter Arten benannt ist. Auch in sehr abgelegenen Krüppelwäldern wurde die Art gefunden. Der Kauz kommt sowohl im deckungsreichen Bambusdickicht als auch in den mittleren Etagen, vor allem in von Epiphyten bewachsenen Stammabschnitten vor. Diese Bergregenwaldgebiete sind zurzeit noch relativ intakt, in tieferen Bereichen schreitet die Habitatzerstörung infolge von Straßenbau, weiträumiger Brandrodung und kurzfristiger Kultivierung und damit einhergehender großflächiger Erosion jedoch sehr schnell voran, sodass auch die Lebensräume des Perukauzes längerfristig stark gefährdet erscheinen. Ob der Perukauz auch in anderen geeigneten Biotopen des Yungas-Ökosystems vorkommt, ist unklar; nächtliche, zum Großteil noch nicht wissenschaftlich publizierte Tonbandaufnahmen, legen diese Vermutung jedoch nahe. Zurzeit werden die Bestände auf maximal 1000 Brutpaare geschätzt und die Art gilt laut IUCN als bedroht.
Das Gebiet, in dem der Perukauz beobachtet wurde, ist mittlerweile Teil eines privaten Schutzgebietes, das im Besitz der American Bird Conservancy ist.

## Biologische Daten
Detaillierte biologische Daten sind noch nicht vorhanden. Als relativ sicher gilt nur, dass der Perukauz vorwiegend nachtaktiv ist und sich von größeren Insekten ernährt. Weder über seine Brutbiologie noch über die genauere Nahrungszusammensetzung und den Beuteerwerb liegen Informationen vor. Ebenso unbekannt ist, ob die Art Wanderungen unternimmt.

## Entdeckungsgeschichte
Die Daten zur Entdeckungsgeschichte sind uneinheitlich: Nach James R. Duncan wurde die Art 1963 erstmals von Dr. George Lowery im Rahmen einer Studie über die Vogelwelt Perus beschrieben. 1976 und 1978 konnten weitere Exemplare lebend gefangen und bestimmt werden. Nach Dominic Couzon fingen die wissenschaftlichen Erstbeschreiber John Patton O’Neill & Gary R. Graves von der Louisiana State University am 2. September 1976 gemeinsam mit ihrem Mitarbeiter Manuel Sanchez während einer Forschungsreise in die subtropischen Nebelwälder diese Eule in einem der von ihnen aufgestellten Japannetze. 1978 wurden zwei weitere Individuen in der Cordillera de Colan, 35 Kilometer westlich von der Typuslokalität gefangen. Seitdem galt die Art als verschollen. 2002 konnten Aufnahmen von den Rufen eines Perukauzes gemacht werden, es gab jedoch für mehr als 2,5 Jahrzehnte keine weiteren Freilandbeobachtungen mehr. Erst im Februar 2007 war ein Forscherteam der American Bird Conservancy und der Asociación Ecosistemas Andinos erfolgreich. Unweit vom ersten Fundort konnten die Biologen den Perukauz drei Mal am Tag beobachten und hörten bis in die Nacht seine Rufe.

## Namensgebung und Systematik
Schon Lowery (1913–1978) vermutete bei der Entdeckung dieser Art eine eigenständige Gattung. Diese Stellung wurde in der Zwischenzeit durch molekulargenetische Untersuchungen bestätigt. Über die genaue systematische Stellung innerhalb der Familie, insbesondere über Verwandtschaftsbeziehungen, bestehen noch keine gesicherten wissenschaftlichen Erkenntnisse.
Während der Namensteil glaux einer der vielen griechischen Bezeichnungen für Eule oder Kauz ist und zum Beispiel auch in der Gattungsbezeichnung der Sperlingskäuze (Glaucidium) vorkommt, geht griech. xeno auf die Seltenheit und Fremdartigkeit dieses Kauzes ein. Der Artname ehrt den 1978 verstorbenen amerikanischen Ornithologen George Lowery, der sich neben vielen wissenschaftlichen Studien zur Vogelwelt seines Heimatstaates Louisiana vor allem mit Arbeiten zur Avifauna Südamerikas, insbesondere Perus, verdient gemacht hat. In der Erstbeschreibung schrieben O’Neill und Graves: We take pleasure in applying the specific epithet loweryi in honor of our mentor and friend George H. Lowery, Jr., in recognition of his influence upon us and upon neotropical ornithology. (deutsch: Wir haben das Vergnügen den Zusatz loweryi zu Ehren unseres Mentors und Freundes George H. Lowery, Jr., in Anerkennung seines Einflusses auf uns und die neotropische Ornithologie, zu vergeben).